# Rancho Folclórico Malmequeres de Campinho
O Rancho Folclórico Malmequeres de Campinho é o mais antigo do concelho, existindo desde 5 de Maio de 1959.
Logo em 1969 foi o 1º premiado, entre 4 concorrentes, no Festival Folclórico de Cesár. Em Junho de 1990 deslocaram-se a França (Ville d'Othis - Seine Et Marne).
O grupo, não federado, é o mais antigo do concelho e utiliza o traje uniforme, o que era habitual na época da sua constituição.
Realizam anualmente o Festival Nacional de Folclore dos Malmequeres de Campinho. A sede fica situada na Viela da Póvoa no popular Bairro de Campinho.
Pelo grupo passaram nomes como Carlos dos Reis Matos e Fernando Braz da Costa. O actual ensaiador é Delfim Alho. Presidentes foram nomes como José Figueiredo e Américo Lopes Ribeiro.
Do seu repertório fazem parte danças e cantares como "Malhao dos Malmequeres, "Santa Cruz Em Festa", "Minha Rozinha", "Malhao Mandado", "Romaria Ao Senhor da Pedra", "Siga A Roda Ó Cantador", "Corridinho a Compasso", "Ceifeiras de Albergaria" e "Marcha de Despedida".

## Ligações
- http://www.soberaniadopovo.pt/portal/index.php?news=4761